# راي كوبلاند
راي كوبلاند (بالإنجليزية: Ray Copeland)‏ هو بواق وأستاذ جامعي وعازف جاز أمريكي، ولد في 17 يوليو 1926 في نورفولك في الولايات المتحدة، وتوفي في 18 مايو 1984 في Sunderland, Massachusetts ‏ في الولايات المتحدة.

## وصلات خارجية
- راي كوبلاند على موقع ميوزك برينز (الإنجليزية)
- راي كوبلاند على موقع أول ميوزيك (الإنجليزية)
- راي كوبلاند على موقع ديسكوغز (الإنجليزية)